# Taeniacanthus haakeri
Taeniacanthus haakeri är en kräftdjursart. Taeniacanthus haakeri ingår i släktet Taeniacanthus och familjen Taeniacanthidae. Inga underarter finns listade i Catalogue of Life.